# 亂世
亂世，意即国家混乱、分裂的时代。在中国历史上是歷代政權的狀態和里程碑之一。亂世之後通常是政權消亡，或者是有能君主的中興。
亂世之中，往往會有英雄出現並把國家帶入盛世，創立新政權。所以亂世常在朝代交替之間。而盛世则是与亂世相反的状态，亦即兴旺繁盛的时代。
亂世的直接原因不外乎政權被外族入侵、內部割據、貪污腐敗、宦官或外戚專權。秦统一天下之前的春秋戰國时期，诸侯国相互征伐，战争不断，故有“春秋无义战”之说。因此春秋战国被视为乱世。此后中国長時間分裂，如三國-魏晉南北朝和五代十国-宋遼金夏等亦會稱為亂世。
亂世與戰爭、民變和政變關係密切，但並不直接等於亂世。直接並深遠影響到民生的才算是亂世。中国传统观念中，解决乱世的方法是“乱世用重典”:44。